# Stugutjärnen (Färila socken, Hälsingland, 683687-148129)
Stugutjärnen är en sjö i Ljusdals kommun i Hälsingland och ingår i Ljusnans huvudavrinningsområde. Sjön har en area på 0,0776 kvadratkilometer och ligger 276,5 meter över havet. Sjön avvattnas av vattendraget Gryckån (Lillskogsån).

## Delavrinningsområde
Stugutjärnen ingår i det delavrinningsområde (683677-148217) som SMHI kallar för Inloppet i Gällsjön. Medelhöjden är 294 meter över havet och ytan är 2,13 kvadratkilometer. Räknas de 13 avrinningsområdena uppströms in blir den ackumulerade arean 120,79 kvadratkilometer. Gryckån (Lillskogsån) som avvattnar avrinningsområdet har biflödesordning 3, vilket innebär att vattnet flödar genom totalt 3 vattendrag innan det når havet efter 169 kilometer. Avrinningsområdet består mestadels av skog (62 procent) och sankmarker (22 procent). Avrinningsområdet har 0,07 kvadratkilometer vattenytor vilket ger det en sjöprocent på 3,4 procent.